# Aya Domenig
Aya Domenig (nacida en 1972) es una cineasta y antropóloga de origen suizo-japonés.

## Educación y vida tempranas
Nacida en Kameoka (prefectura de Kioto, Japón), Aya Domenig es una cineasta y antropóloga suizo-japonesa.
Su madre es de origen japonés, su padre es suizo, y su abuelo, Shigeru Doi, trabajó en el Hospital de la Cruz Roja de Hiroshima tras los bombardeos atómicos de Hiroshima el 6 de agosto de 1945.

En 1976, los padres de Domenig se mudaron a Suiza, donde vivieron en Kilchberg y en Zürich-Hottingen. Visitó un instituto de secundaria en Zúrich, y de 1992 a 2000 estudió Antropología Social, Estudios de Cine y Japonología en la Universidad de Zúrich. Gracias a la beca Monbushô concedida por el Gobierno de Japón, en 1996/97 Aya Domenig estudió en la Universidad Hitotsubashi de Tokio. Las experiencias prácticas de Domenig incluyen cursos de idiomas en Francia y en el Instituto Sendagaya de Japón, donde realizó dos prácticas y también trabajó como traductora. Domenig se graduó en Antropología Visual en 2000, y en 2001 visitó el departamento de cine vídeo de la ZHdK Universidad de Zúrich, donde se graduó en 2005, produciendo el corto de ficción Haru Ichiban (Tormenta de primavera) en cooperación con la Universidad de Osaka de Artes y Medios de comunicación Visuales (Osaka Geijutsu Daigaku).

## Obra
Aya Domenig publicó un estudio social que trata la pertinencia de la novela suiza Heidi en 2001, y en 2007 participó en un estudio sobre la cultura funeraria por encargo del gobierno de la ciudad de Zúrich.
La primera película documental de Aya Domenig  fue Oyakata - El Maestro, su trabajo de graduación en 1999, el cual fue presentado en 2000 y 2001 en festivales de cine en Austria, Alemania, Suiza, en el Reino Unido y EE. UU. Su película documental Als dieSonne vom Himmel fiel, de 2015, se subvencionó por el Instituto de Cine Suizo (Filmstiftung) del Cantón de Zúrich, y fue producida por ican films gmbh y Schweizer Radio und Fernsehen (SRF). Desde que era una adolescente , siempre quise saber más sobre la historia de mi abuelo. Aya Domenig cuenta en su primer largometraje el destino de su abuelo, que trabajó como doctor en un hospital de la Cruz Roja en Hiroshima después del bombardeo atómico de Hiroshima del 6 de agosto de 1945. Mientras investigaba para su película en la Prefectura de Hiroshima, el 11 de marzo de 2011, ocurrió el desastre nuclear de Fukushima Daiichi, y Domenig decidió expandir su proyecto. La película documental se estrenó en el Festival de Cine de Locarno el 9 de agosto de 2015.

## Filmografía (obras seleccionadas)
| Año  | Título                               | Función                        |
| ---- | ------------------------------------ | ------------------------------ |
| 1999 | Oyakata - Der Lehrmeister            | Directora                      |
| 2002 | Je t'aime                            | Directora, guionista y editora |
| 2004 | Ein Tor für die Revolution           | Directora de Fotografía        |
| 2004 | Hitoritabi                           | Directora, guionista y editora |
| 2005 | Haru Ichiban - Tormenta de primavera | Directora, guionista y editora |
| 2006 | Zeit des Abschieds                   | Editora                        |
| 2011 | Mürners Universum                    | Guionista                      |
| 2015 | Als die Sonne vom Himmel fiel        | Directora y guionista          |

## Festivales
Oyakata:
- 2000: Internationales ethnografisches Filmfestival IWF, Göttingen, Germany.
- 2000: 7th International Festival of Ethnographic Film, London, England.
- 2001: 36th Solothurner Filmtage, Solothurn, Switzerland.
- 2001: University of Texas, Festival of Ethnographic Film, Texas, USA.

Je t’aime:
- 2002: Schweizerisches Film- und Videofestival Spiez, Spiez, Switzerland.
- 2002: Vevey Images `02, Vevey, Switzerland.
- 2002: Festival der Nationen, Ebensee, Austria.

Haru Ichiban:
- 2005: Locarno International Film Festival, Locarno, Switzerland.
- 2005: 'Internationale Kurzfilmtage, Winterthur, Switzerland.
- 2006: Solothurner Filmtage, Solothurn, Switzerland.
- 2006: Stuttgarter Filmwinter, Stuttgart, Germany.
- 2006: FIPA Biarritz, Biarritz, France.
- 2006: Premier Plans, Festival d’Angers, France.
- 2006: International Short Film Festival, Clermont-Ferrand, France.
- 2006: Worldwide Student Film Festival, Potsdam-Babelsberg, Germany.
- 2006: Festival du Film Court de Lille, France.
- 2006: Poitiers International Film Schools Festival, Poitiers, France.
- 2006: Mediawave International Film and Music Gathering, Hungary.

## Premios
- - 2000: JVC Student Video Prize for Oyakata.
  - 2002: Goldener Drachen („bemerkenswerter Spielfilm") for Je t’aime.
  - 2006: Prix Cinécinéma (Premier Plans, Festival d’Angers) for Haru Ichiban.
  - 2016: Swiss Film Award nomination Best Documentary Film and Best Film Score for Als die Sonne vom Himmel fiel.
  - 2016: Swiss Film Award for Best Film Score (Beste Musik) for Marcel Vaid.
  - 2016: Tokyo, Green Image Film Festival, Green Image Award for Als die Sonne vom Himmel fiel.
  - 2016: Schwerin, Filmkunstfest Mecklenburg-Vorpommern, Special Mention for Als die Sonne vom Himmel fiel.
  - 2016: Paris, Festival International Jean Rouch, Prix Mario Ruspoli for Als die Sonne vom Himmel fiel.
  - 2016: Paris, Festival International Jean Rouch, Prix Anthropologie et Developement Durable for Als die Sonne vom Himmel fiel.
  - 2016: Gilching, Fünf Seen Filmfestival, Horizonte Filmpreis for Als die Sonne vom Himmel fiel.
  - 2016: Bozen, Bozner Filmtage, Lobende Erwähnung for Als die Sonne vom Himmel fiel.
  - 2016: Bozcaada, Bozcaada International Festival of Ecological Documentary, Fethi Kayaalp Grand Prize - 2nd Prize for Als die Sonne vom Himmel fiel.

## Publicaciones
- Aya Domenig: „Heidi linda“. Zur Rezeption von Heidi en Japón. En: Heidi. Karrieren einer Figur (p. 149-165). Offizin, Zürich 2001, ISBN 3-907496-09-4 .